# Душа и персона
«Душа и персона» (там. ஆரண்ய காண்டம்) — индийский художественный фильм на тамильском языке в жанре неонуар, премьера которого в Индии состоялась 30 июня 2011 года. Дебютный фильм режиссёра Тхиагараджана Кумарараджи и тамильский дебют болливудского актёра Джеки Шроффа.

## Сюжет
Фильм открывается сценой, в которой стареющий гангстер Сингаперумал пристаёт к молодой девушке Суббу.
К Сингаперумалу, заправиле криминального мира Ченнаи, с предложением обращается его правая рука — Пасупати. В город прибыла крупная партия кокаина стоимостью около 2 крор. Парень, который его привёз, хочет продать всё за 50 лакх. Пасупати видит быструю и легкую прибыль, а также долгосрочную выгоду от контроля над рынком кокаина с таким большим предложением и признание оттого, что они могут провернуть такую сделку. Недостатком является то, что груз на самом деле принадлежит их сопернику Гаджиндрану. Сингаперумал знает, что Гаджендран является порочным и непредсказуемым противником, и предприятие рискованно и, вероятно, станет грязным, и решает отказаться. Пасупати скучающе говорит, что Сингперумал становится старым и дряхлым и просит одолжить ему 50 лакх, чтобы он сам мог выполнить всю работу. Пасупати готов столкнуться с рисками, и в обмен на кредит он предлагает Сингаперумалу часть прибыли. Сингаперумал соглашается, но просит Пасупати сначала получить груз, а затем подумать о распределении прибыли.
Фильм представляет Калайю, нищего фермера, и его маленького, но умного сына Кодуккапули. Они живут в трущобах и зарабатывают на скудную жизнь петушиными боями. По совпадению, Сингаперумал любит смотреть эти бои. Однажды вечером к Калайе приходит переночевать знакомый. Этот человек — курьер кокаина. Он регулярно ввозит и вывозит из города различные наркотики за что берёт относительно небольшую плату в размере 10 000 рупий с каждой поездки. В тот вечер, после длительной пьянки он рассказывает, что узнал истинную ценность груза, и теперь намерен продать его сам, а не доставлять его истинному владельцу, после чего вырубается.
Увидев Суббу в слезах, Сингаперумал просит одного из его людей Саппаи вывести её на прогулку и успокоить, «так чтобы она была готова выступить для него ночью». Саппай берет её на пляж и пытается утешить её.
Пасупати с парнями встречаются с информатором и едут забрать груз. По дороге в машине один из них получает звонок от Сингаперумала, который приказывает ему убрать Пасупати, как только кокаин будет получен. Пасупати слышит это, поскольку звонок был принят по громкой связи. Он сознательно провоцирует полицейского на контрольно-пропускном пункте, попадает под арест, а затем совершает побег. Члены банды похищают его жену, Кастури, и используют её в качестве приманки.
Суббу ненавидит быть игрушкой Сингаперумала. Она хочет быть свободной и жить сама по себе. Она пытается убедить Саппая подумать о себе и понять, что Сингаперумал просто использует их. Саппай, однако, слишком напуган и слаб, чтобы противостоять боссу. Суббу и Саппай становятся любовниками, и Суббу продолжает надеяться на выход.
На следующий день Калайя собирается на бой, но его призовые петухи оказываются убиты, что вызывает серьёзные финансовые проблемы. Кодукапули решает посмотреть, есть ли у их гостя, всё ещё лежащего без сознания, какие-то деньги, и понимает, что тот выпил слишком много и умер. Отец с сыном находят кокаин и номер телефона потенциального покупателя.
Калайя звонит Сингаперумалу и приглашает встретиться и заключить сделку. Но на место встречи приходят люди Сингаперумала и похищают Калайю. Однако даже после пыток Калайя не может ничего раскрыть, так как кокаин у его сына. В итоге Кодуккапули случайно набирает номер Пасупати и предлагает обменять тайник на отца. Пасупати присоединяется к Кодуккапули и предлагает ту же сделку Сингаперумалу: наркотики в обмен на Калайю и Кастури, после чего звонит Гаджендрану и предлагает раскрыть местонахождение груза.
Гаджендран и его банда прибывают в место, чтобы совершить обмен с Пасупати. Одновременно приходят и головорезы Сингапурала. Пасупати притворяется, что предлагает кокаин Гаджапати, но вместо этого перерезает ему горло прямо перед Гаджендраном. Разгневанный Гаджендран и его банда преследуют Пасупати. Пасупати ведет их вокруг блока, где сидит банда Сингаперумала. Обе банды ошибаются в лояльности Пасупати, обвиняя друг друга и вступая в групповой бой. Пасупати выходит из битвы и наблюдает за тем, как Гаджендран и главные генералы Сингаперумала убивают друг друга, а затем идёт за Сингаперумалом.
Вернувшись в свои комнаты, Сингаперумал обнаруживает, что сумка с деньгами пропала. Он подходит к выводу, что Саппай взял их. Когда Саппай возвращается (был отправлен Суббу, чтобы принести плоды), Сингаперумал сильно избивает его. Вера Саппаи разрушена. В свой первый момент независимости он хватает пистолет и стреляет в Сингаперумала. Суббу выходит из тени и говорит, что гордится им, но затем стреляет и убивает Саппаи. Когда приходит Пасупати прибывает, он находит два трупа и Суббу в слезах. Всегда сочувствуя страданиям Суббу, он говорит, что она свободна, и та уходит. Пасупати вызывает оставшихся головорезов банды Сингуперама и принимает командование, забирает кокаин и платит Кодуккапули за справедливую комиссию.
В финале выясняется, что Суббу спланировала все это. Она достаёт спрятанную сумку с деньгами и спокойно покидает город, чтобы начать новую жизнь. Фильм заканчивается её фразой: «лучшая вещь в том, чтобы быть женщиной в том, что это мир мужчин».

## В ролях
- Джеки Шрофф — Сингаперумал / Айя
- Сампат Радж[англ.] — Пасупати
- Рави Кришна — Саппай
- Ясмин Поннаппа — Суббу
- Гуру Сомасундарам — Калаян
- Мастер Васант — Кодуккапули
- Супер Суббараян — Гаджендран
- Дхина — Гаджапати
- Аджай Радж — Читту
- Сугунтхан — Муллу
- Джаяшри — Кастури
- Файф-стар Кришна — астролог

## Производство
В августе 2007 года после успеха фильма Chennai 600028, С. П. Б .Чаран решил выпустить фильм под названием Aaranya Kaandam, снятый режиссёром-дебютантом и с участием начинающих актёров. Однако через год после анонса проект был отложен, и в мае 2008 года Чаран занялся производством Kunguma Poovum Konjum Puravum.
В конце 2008 года, когда фильм Kunguma Poovum Konjum Puravum был на стадии пост-продакшена, появились слухи о том, что Чаран и Кумараджаджа собираются оживить проект, взяв на главную роль известного болливудского актёра Джеки Шроффа, который решил попробовать себя в Колливуде.
Было открыто, что режиссёром станет Тхиагараджан Кумарараджа — бывший студент колледжа Лойола и популярный режиссёр рекламы, который также снял несколько короткометражных фильмов, в том числе «Бекки», удостоенный первой премии в конкурсе одноминутных фильмов «60 секунд до славы».
Сценарий Aaranya Kaandam Тиагараджан Кумарараджа написал в ещё 2006 году.
После работы над диалогами для комедийного фильма Oram Po (2007), его режиссёрский дуэт посоветовал Кумарараджану показать свой сценарий Чарану, который, узнав сюжетную линию, сразу согласился стать продюсером фильма.
Ясмин Поннаппа, популярная модель из Бангалора, которая появлялась в рекламных роликах и выиграла множество конкурсов красоты, согласилась на главную женскую роль, хотя изначально роль писалась под Пуджу Умашанкар, которая отказалась из-за занятости на съёмках «Я — Бог» Балы.
Для сочинения музыки к фильму был нанят Юван Шанкар Раджа, которого Кумарарджа, не имевший никого на примете, пригласил по рекомендации Чарана. Изначально планировалось также написать саундтрек со стихами Гангаи Амарана, однако позднее Чаран сообщил, что фильм не будет содержать песен, вообще. В итоге проект стал вторым фильмом без саундтрека в карьере Ювана Шанара Раджи после Adhu.

## Релиз
Фильм был впервые показан 30 октября 2010 года на South Asian International Film Festival в Нью-Йорке. На тот момент он был не завершён и демонстрировался в некачественной версии без цветовой коррекции и без фоновой музыки. Но несмотря на недостатки, фильм получил позитивную оценку и главный приз жюри за лучший фильм.

## Награды и номинации
Национальная кинопремия
• лучший режиссёрский дебют — Тхиагараджан Кумарараджа
• лучший монтаж — Правин К. Л. и Н. Б. Шрикант
Vijay Awards
• лучший сценарий — Тхиагараджан Кумарараджа
• лучшая операторская работа — П. С. Винод
• лучшая постановка трюков — Дхилип Суббараян
Лондонский кинофестиваль
• Приз зрительских симпатий Western Union